# Joseph Ngogi Nkongolo
Joseph Ngogi Nkongolo (* 17. Juni 1916 in Hemptinne Saint Benoît, Belgisch-Kongo; † 12. Oktober 1999) war Bischof von Mbujimayi.

## Leben
Joseph Ngogi Nkongolo empfing am 5. Mai 1946 das Sakrament der Priesterweihe.
Am 25. April 1959 ernannte ihn Papst Johannes XXIII. zum Titularbischof von Lebedus und bestellte ihn zum ersten Apostolischen Vikar von Luebo. Der Apostolische Vikar von Luluabourg, Bernard Mels CICM, spendete ihm am 1. Juli desselben Jahres die Bischofsweihe; Mitkonsekratoren waren der Apostolische Vikar von Kabinda, Georges Kettel CICM, und der emeritierte Apostolische Vikar von Kasaï Superiore, Louis-Georges-Firmin Demol CICM. Joseph Ngogi Nkongolo wurde am 10. November 1959 infolge der Erhebung des Apostolischen Vikariates Luebo zum Bistum von Papst Johannes XXIII. zum ersten Bischof von Luebo ernannt. Am 3. Mai 1966 bestellte ihn Papst Paul VI. zum ersten Bischof von Mbujimayi.
Am 26. November 1991 nahm Papst Johannes Paul II. das von Joseph Ngogi Nkongolo aus Altersgründen eingereichte Rücktrittsgesuch an.
Joseph Ngogi Nkongolo nahm an allen vier Sitzungsperioden des Zweiten Vatikanischen Konzils teil.